# Планина (Семич)
Планина (словен. Planina) — поселення в общині Семич, регіон Південно-Східна Словенія, Словенія.